# 3917 Franz Schubert
3917 Franz Schubert је астероид главног астероидног појаса са средњом удаљеношћу од Сунца која износи 2,358 астрономских јединица (АЈ).
Апсолутна магнитуда астероида је 13,8.